# فرودگاه بین‌المللی پیدراس نگراس
 فرودگاه بین‌المللی پیدراس نگراس (به انگلیسی: Piedras Negras International Airport) یک فرودگاه همگانی مسافربری با کد یاتا PDS است که یک باند فرود آسفالت دارد و طول باند آن ۲۰۲۸ متر است. این فرودگاه در کشور مکزیک قرار دارد و در ارتفاع ۲۷۵ متری از سطح دریا واقع شده است.

## شرکت‌های هواپیمایی و مقصدهای پروازی

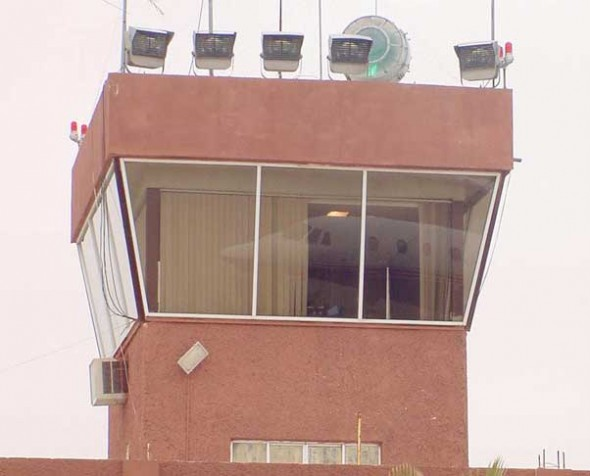
Control tower of the airport.

| شرکت‌های هواپیمایی | مقصدهای پروازی |
| ----------------- | -------------- |
| Aeromar           | مکزیکو سیتی    |